# 노이스티프트임슈투바이탈

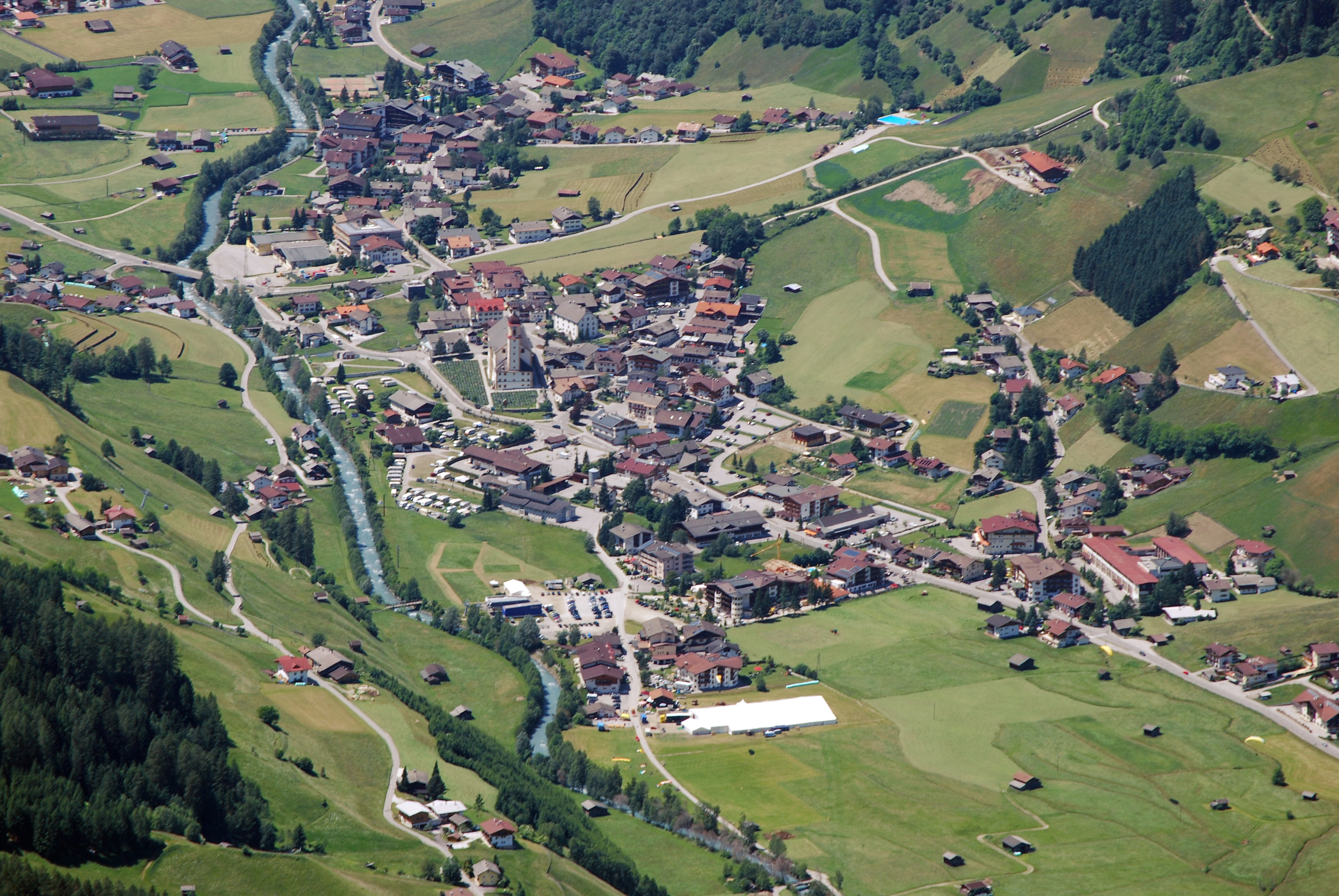
노이스티프트임슈투바이탈

노이스티프트임슈투바이탈(Neustift im Stubaital)은 오스트리아 티롤주에 위치한 도시로 면적은 248.99km2, 높이는 994m, 인구는 4,704명(2016년 1월 1일 기준), 인구 밀도는 19명/km2이다.
인스브루크에서 남쪽으로 25km 정도 떨어진 곳에 위치하며 알프스산맥의 슈투바이탈(Stubaital) 계곡과 접한다. 스키 관련 시설과 케이블카가 들어서 있기 때문에 많은 관광객들이 몰린다.

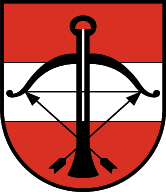
시 문장

## 인구
| 연도 | 인구  | ±%     |
| ---- | ----- | ------ |
| 1869 | 1,241 | —      |
| 1880 | 1,265 | +1.9%  |
| 1890 | 1,217 | −3.8%  |
| 1900 | 1,344 | +10.4% |
| 1910 | 1,372 | +2.1%  |
| 1923 | 1,372 | +0.0%  |
| 1934 | 1,646 | +20.0% |
| 1939 | 1,805 | +9.7%  |
| 1951 | 2,018 | +11.8% |
| 1961 | 2,195 | +8.8%  |
| 1971 | 2,794 | +27.3% |
| 1981 | 3,307 | +18.4% |
| 1991 | 3,791 | +14.6% |
| 2001 | 4,328 | +14.2% |
| 2011 | 4,510 | +4.2%  |